# Preiplantmachine

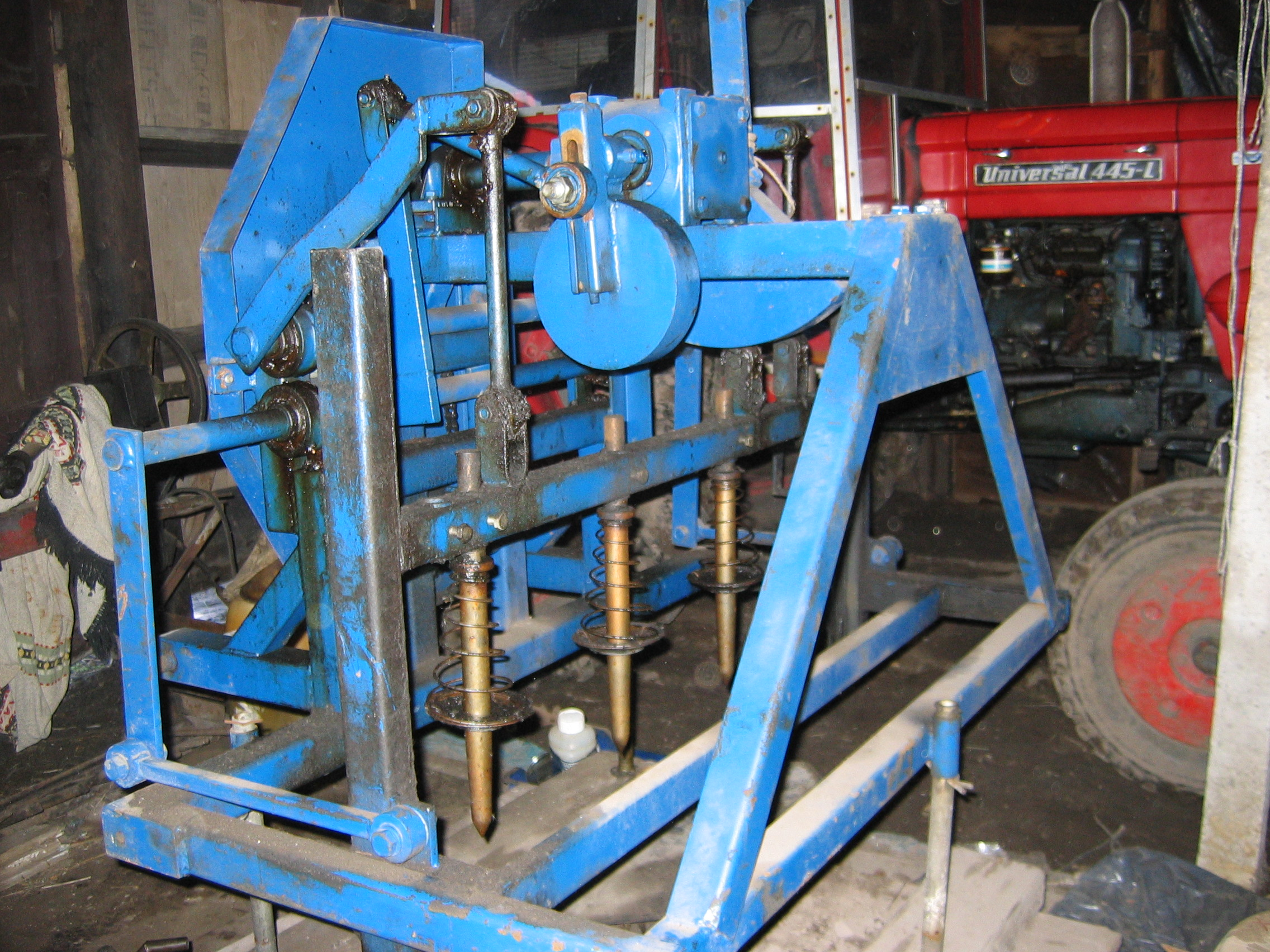
Plantmachine

Een preiplantmachine is een landbouwwerktuig dat gaten of gleuven in het veld maakt, waarna hierin prei wordt geplant. De machine wordt, net als een ploeg of een eg en andere landbouwwerktuigen, achter de tractor gehangen. 
Onderdelen van de preiplantmachine zijn:
- grondbrekers, die de grond losmaken om op diepte te komen,
- een ploeg uit roestvaststalen pinnen, die een gleuf in het veld trekt.

In deze lege gleuf worden de preiplanten een voor een neergelaten. Deze worden door zachte schijven vastgehouden en gesteund, waarna de aarde rond de plant aangedrukt wordt.
Men kan de machine ook voor een aantal andere gewassen gebruiken. Wegens de verschillen in de preisoorten (zoals het verschil tussen vroege en late prei, of een verschil in lengte), zijn er mogelijkheden om de machine in te stellen: er zijn korte en lange pinnen, en men kan ook de onderlinge afstand tussen de pinnen instellen. 